# Knut Tore Apeland
Knut Tore Apeland (Vinje, 11 dicembre 1968) è un ex combinatista nordico norvegese.

## Biografia
Originario di Haukeli di Vinje e vincitore di medaglie olimpiche e mondiali, Knut Tore Apeland ottiene il suo primo risultato di rilievo in Coppa del Mondo il 17 dicembre 1988 sulle nevi austriache di Saalfelden giungendo 14º in una Gundersen. Una dozzina di giorni dopo, nella stessa specialità, conquista la sua prima vittoria individuale, di sette complessive, a Oberwiesenthal in Germania Est. Viene convocato per i XVI Giochi olimpici invernali di Albertville 1992, in Francia, dove si aggiudica la medaglia d'argento nella gara a squadre, medaglia che riconquisterà anche nella successiva edizione di Lillehammer 1994, in Norvegia.
Nel 1993 ai Mondiali di Falun, in Svezia, ottiene due medaglie d'argento, una sempre nella gara a squadre e una nell'individuale. Un altro argento giunge ai Mondiali di Thunder Bay 1995, in Canada, nella gara a squadre, mentre la stagione successiva è caratterizzata dalla vittoria della Coppa del Mondo generale.
Nel 1997 infine sale sul gradino più alto del podio alla rassegna iridata di Trondheim, aggiungendo così una medaglia d'oro al suo già nutrito palmarès. Si congeda dall'attività agonistica il 17 marzo 2000 con un 18º posto in una Gundersen a Santa Caterina di Valfurva, in Italia.

## Palmarès

### Olimpiadi
- 2 medaglie:
  - 2 argenti (gara a squadre ad Albertville 1992; gara a squadre a Lillehammer 1994)

### Mondiali
- 4 medaglie:
  - 1 oro (gara a squadre a Trondheim 1997)
  - 3 argenti (individuale, gara a squadre a Falun 1993; gara a squadre a Thunder Bay 1995)

### Coppa del Mondo
- Vincitore della Coppa del Mondo nel 1996
- 27 podi:
  - 7 vittorie
  - 8 secondi posti
  - 12 terzi posti

#### Coppa del Mondo - vittorie
| Data             | Località          | Nazione      | Trampolino         | Spec.       |
| ---------------- | ----------------- | ------------ | ------------------ | ----------- |
| 29 dicembre 1988 | Oberwiesenthal    | Germania Est | Fichtelberg K90    | IN NH/15 km |
| 2 marzo 1990     | Lahti             | Finlandia    | Salpausselkä K90   | IN NH/15 km |
| 29 novembre 1994 | Steamboat Springs | Stati Uniti  | Howelsen K114      | IN LH/15 km |
| 28 gennaio 1995  | Vuokatti          | Finlandia    | Hyppyrimäki K90    | IN NH/15 km |
| 16 dicembre 1995 | Sankt Moritz      | Svizzera     | Olympiaschanze K94 | IN NH/15 km |
| 4 febbraio 1996  | Seefeld in Tirol  | Austria      | Toni Seelos K90    | IN NH/15 km |
| 23 febbraio 1996 | Trondheim         | Norvegia     | Granåsen K120      | IN LH/15 km |

Legenda:

IN = individuale Gundersen

NH = trampolino normale

LH = trampolino lungo